# Gottfried von Einem
Gottfried von Einem (24. ledna 1918 Bern – 12. července 1996 Maissau-Oberdürnbach) byl rakouský hudební skladatel.

## Život
Narodil se v Bernu v rodině tamního rakouského vojenského atašé. Podle jiného pramene byl jeho biologickým otcem maďarský šlechtic László von Hunyadi a William von Einem jej adoptoval. Jeho matka, baronka Gerta Louise rozená von Rieß Scheurnschloss, byla dcera důstojníka z Kasselu a vedla čilý život mezi Berlínem a Paříží. Jeho rodiče měli kontakt s mnoha významnými lidmi a institucemi. Když byly Gottfriedovi čtyři roky přestěhovala se rodina do Malente v pruské provincii Šlesvicko-Holštýnsko.
Po absolvování střední školy v Ratzeburgu odejel do Vídně, aby nastoupil vojenskou službu, neboť byl dosud rakouským občanem. Po čtrnácti dnech však pro tělesnou nezpůsobilost propuštěn. Odešel do Berlína, aby studoval u Paula Hindemitha. K tomu však nedošlo, neboť Hindemith byl mezitím na popud Josepha Goebbelse suspendován.
Tenorista Max Lorenz mu zprostředkoval místo korepetitora Berlínské státní opery, kde se v roce 1939 stal šéfdirigentem Herbert von Karajan. Od roku 1938 Einem také pracoval jako asistent ředitele Hudebních slavností v Bayreuthu Heinze Tietjena.
V roce 1941 začal studovat kontrapunkt a skladbu u Borise Blachera. U Blachera se také seznámil se svou první ženou, Lianne von Bismarck, která byla klavíristka a rovněž studovala u Blachera skladbu. Od Blachera také vyšel impuls ke kompozici opery "Dantonova smrt", která později založila Einemovo mezinárodní uznání. V době studií u Blachera také zkomponoval své první větší dílo, hudbu k baletu Princezna Turandot. Balet byl poprvé proveden na počátku roku 1944 v drážďanské Semperoper za řízení Karls Elmendorffa a měl značný úspěch.

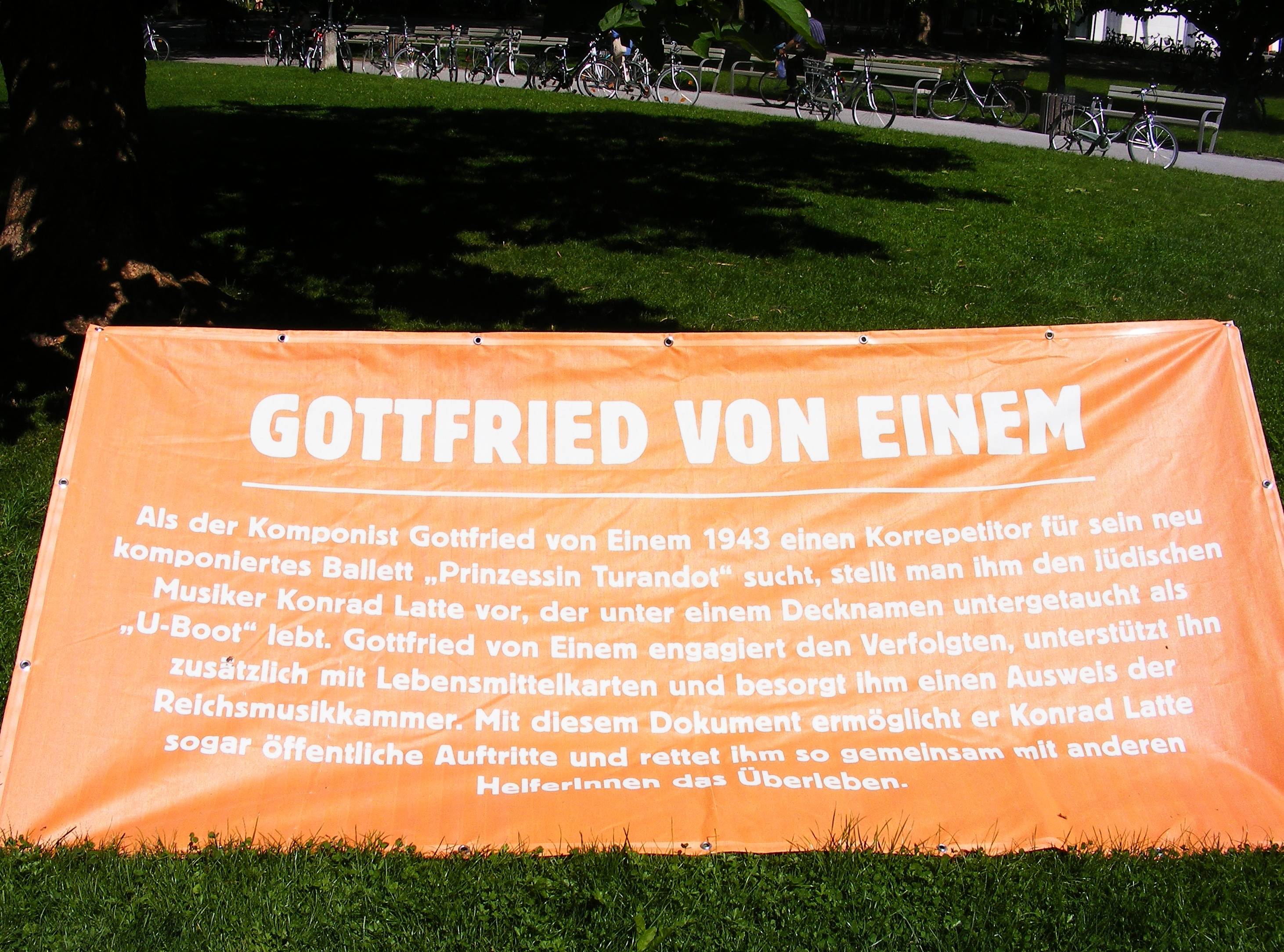
Gottfried von Einem

Během Druhé světové války pomohl zachránit život a hudební kariéru mladému židovskému hudebníkovi Konradovi Lattemu. Zaměstnal ho jako asistenta, zajistil pro něj potravinové lístky, členský průkaz Svazu říšských hudebníků a půjčil mu i vlastní průkaz pro vstup do Státní opery. Za jazzové pasáže ve svém Koncertu pro orchestr op. 4 byl v tisku obviněn z "kulturního bolševismu", neboť jazz byl považován za "zvrhlou hudbu" a byl zakázán. Ministr propagandy Joseph Goebbels nařídil prošetření, ale ve zmatcích konce války již k ničemu nedošlo.
V poslední měsíce války na jaře roku 1945 strávil v Ramsau v blízkosti Schladmingu ve Štýrsku, což byla oblast do značné míry válkou ušetřená. Vzhledem ke známému protinacistickému smýšlení byl americkými okupačními silami jmenován velitelem místní policie. Tuto funkci odmítl, když měl vyšetřovat bývalé členy SS. V té době se intensivně zabýval kompozicí své první opery Dantonova smrt podle divadelní hry Georga Büchnera. V roce 1946 se oženil s Liannou von Bismarck a získal funkci poradce Salcburského festivalu a společnosti Wiener Konzerthausgesselschaft. Opera Dantonova smrt měla premiéru na festivalu v Salcburku dne 6. srpna 1947 za řízení dirigenta Ference Fricsaye. Měla okamžitý úspěch. V rychlém sledu se hrála v operních domech ve Vídni, Hamburku, Berlíně, Hannoveru, Stuttgartu, Paříži, Bruselu a New Yorku a Gottfried von Einem se stal náhle jedním z nejznámějších skladatelů 20. století.
Od roku 1953 žil Einem ve Vídni. V letech 1948–1951 a 1954–1964 působil ve vedení Salcburského festivalu. V letech 1963 až 1972 byl profesorem skladby na vídeňské hudební akademii. V roce 1962 mu zemřela jeho žena Lianna. V roce 1966 se znovu oženil se svou libretiskou a renomovanou rakouskou spisovatelkou Lottou Ingrischovou. Opera Jesu Hochzeit (Ježíšova svatba), komponovaná na její libreto, vyvolala nebývalou reakci. Ještě před premiérou opery, zástupci církve a někteří novináři vytvářeli posměšnou atmosféru citováním výňatků z textu, které byly vytrženy z kontextu a odsuzovali Einema jako nepřítele církve a křesťanství obecně. Premiéra, která se konala 18. května 1980 ve vídeňském divadle Theater an der Wien za řízení Davida Schallona, byla naprostý skandál. Představení bylo narušováno organizovaným křikem, házením rajčat a zápachových bomb. Opera pak byla z obavy před dalšími protesty uváděna jen zřídka.
Po roce 1973 se stáhl do ústraní a trávil většinu času ve Waldviertelu v Dolním Rakousku. Zemřel 12. července 1996 v Oberdürnbachu (součást obce Maissau). Je pohřben na vídeňském hřbitově v Hietzingu. V témže roce měla v Bratislavě premiéru jeho poslední orchestrální skladba Slovenská suita pro smyčcový orchestr, op. 107.
Posmrtně byl vyznamenán titulem Spravedlivý mezi národy, protože za války pomáhal přežít pronásledovaným Židům.

## Dílo

### Opery
- Dantons Tod, op. 6 (libreto Boris Blacher a Gottfried von Einem podle Georga Büchnera, 6. 8. 1947; Salzburger Festspiele)
- Der Prozeß, op. 14 (libreto Boris Blacher a Heinz von Cramer podle Franze Kafky, 17. 8. 1953; Salzburger Festspiele)
- Der Zerrissene, op. 31 (libreto Boris Blacher podle Johanna Nestroye, 17. 9. 1964; Hamburk, Staatsoper)
- Der Besuch der alten Dame, op. 35 (podle dramatu Friedricha Dürrenmatta, 23. 5. 1971, Vídeň, Staatsoper)
- Kabale und Liebe, op. 44 (podle dramatu Úklady a láska Friedricha Schillera, 17.12. 1976, Vídeň, Staatsoper)
- Jesu Hochzeit, op. 52 (mysteriózní opera, libreto Lotte Ingrisch, 18. 5. 1980; Vídeň, Theater an der Wien)
- Tulifant, op. 75 (libreto Lotte Ingrisch, 30.10.1990; Vídeň, Ronacher)
- Luzifers Lächeln, op. 110 (libreto Lotte Ingrisch, 4. 2. 1998, Vídeň, Kammeroper)

### Balety
- Prinzessin Turandot, op. 1 (5. 2. 1944, Drážďany, Staatsoper)
- Rondo vom goldenen Kalb, op. 13 (1. 2. 1952, Hamburk, Staatsoper)
- Pas de Coeur, op. 16 (22. 7.1952; Opernfestspiele München)
- Glück, Tod und Traum, op. 17 (Alpbacher Tanzserenade, 23. 8.1954; Alpbach)
- Medusa, op. 24 (16.1.1957, Vídeň, Staatsoper)

### Orchestrální skladby
- Turandot, op. la
- Capriccio für Orchester, op. 2
- Concerto für Orchester, op. 4 (1954)
- Dantons Tod, op. 6a (orchestrální suita, 1949)
- Orchestermusik, op. 9 (1948)
- Serenade für doppeltes Streichorchester, op. 10 (1950)
- Meditationen, op. 18 (1954)
- Wandlungen, op. 21 (1956)
- Symphonische Szenen für Orchester, op. 22 (1957)
- Ballade für Orchester, op. 23 (1958)
- Medusa, op. 24a (1965)
- Tanz-Rondo für Orchester, op. 27 (1959)
- Philadelphia Symphony, op. 28 (1961)
- Nachtstück für Orchester, op. 29 (1962)
- Hexameron für Orchester, op. 37 (1970)
- Bruckner Dialog, op. 39 (1974)
- Wiener Symphonie, op. 49 (1977)
- Ludi Leopoldini, op. 55 (Koncertní úprava tématu císaře Leopolda I., 1980)
- Hunyady Laszlo, op. 59 (1982)
- Münchner Symphonie, op. 70 (1985)
- Vierte Symphonie, op. 80 (1988)
- Concerto Carintico per dodici archi, op. 86 (1989
- Fraktale, op. 94 (1992)
- Slowakische Suite für Streichorchester, op. 107 (1996)

### Komorní hudba
- 5 smyčcových kvartet
- Sonate für Violine und Klavier, op. 11
- Drei Studien für Gitarre, op. 34 (1970)
- Reifliches Divertimento, op. 35a pro housle, violu, lesní roh a klavír(1974)
- Zwei Capricen für Cembalo, op. 36 (1974)
- Variationen über ein Thema aus dem dritten Bild der Oper „Der Besuch der alten Dame“ (1974)
- Solosonate für Violine, op. 47 (1977)
- Steinbeis Serenade, op. 61 pro hoboj, klarinet, fagot, lesní roh, trubku, klavír, housle a violoncello (1981)
- Solosonate für Viola, op. 60 (1982)
- Sonate für Orgel, op. 64 (1983)
- Smyčcové trio Es-Dur, op. 74 (1985)
- Sonate für Violoncello und Klavier, op. 76 (1987)
- Sonata Enigmatica, op. 81 für Kontrabaß solo (1988)
- Quartett, op. 85 pro flétnu, housle, violu a violoncello (1989)
- Der einsame Ziegenbock, op. 89 (Suite für Klarinette solo, 1991)
- Verdehr-Trio, op. 97 pro housle, klarinet a klavír (1992)
- Jeux d’amour, op. 99 (Tři capricia pro lesní roh a klavír, 1994)
- Titbits, op. 98 (Sieben Studien für Klarinette solo, 1997)
- Ollapotrida, op. 101 (Sieben Studien für Violine solo, 1994)
- Aspekte, op. 102 (Vier Portraits für Oboe solo, 1994)
- Musik für Solo-Cello, op. 108 (1996)